# Larry Abramson
Larry Abramson (Sudafrica, 1954) è un pittore israeliano di origine sudafricana.

## Biografia
Larry Abramson è nato nel 1954 in Sud Africa. Nel 1961, la sua famiglia è emigrata in Israele e si è stabilita a Gerusalemme . Nel 1970, al suo ultimo anno di liceo, è stato fra i firmatari di un'obiezione di coscienza di Israelecontro l'iniziativa di pace del presidente egiziano Nasser. Nel 1973 Abramson ha seguito un corso di base al Chelsea College of Art and Design di Londra. Tornato in Israele, ha ottenuto una posizione come curatore di mostre presso il Jerusalem Print Workshop, dove ha lavorato per nove anni, fino al 1986.

## Carriera artistica
La prima mostra personale di Abramson risale al 1975. Il suo lavoro negli anni '80 si è focalizzato su vari simboli considerati iconici nella scena dell'arte modernista europea, in particolare sul "Quadrato nero" di Kazimir Malevich, che Abramson ha usato per creare situazioni dinamiche che combinassero l'astrazione e un linguaggio figurativo.
Nel 1993 e nel 1994 Abramson ha creato la serie di lavori "tsooba", che è stata esposta alla Kibbutz Art Gallery di Tel Aviv. La serie era composta da 38 dipinti di paesaggi (olio su tela), 38 impressioni su giornali degli stessi dipinti ed un gruppo di nature morte su campioni di flora prelevati dal sito.
La serie sovracitata è collegata ad un cumulo di rovine vicino al Kibbutz Tzova, un sito dipinto un decennio prima dall'artista Joseph Zaritsky . Zaritsky aveva ignorato le rovine palestinesi presenti in loco e proponeva un paesaggio astratto, mentre Abramson ha dipinto la vista realisticamente e poi la ha deturpata. "Vedendo" le rovine del villaggio palestinese egli critica il punto di vista israeliano, che cerca di cancellare l'identità palestinese dal territorio appropriato.
Nel 1984, Abramson è entrato a far parte del corpo docenti del dipartimento artistico dell'Accademia delle arti e del design di Bezalel a Gerusalemme . Nel 1992 è stato nominato capo del dipartimento di Belle Arti e nel 1996 ha fondato e diretto il programma Bezalel per giovani artisti (Master of Fine Art).
Nel 2000 e nel 2003 è stato invitato come docente ospite al San Francisco Art Institute e nel 2002 è entrato a far parte del gruppo accademico che si occupa della creazione di un nuovo dipartimento artistico presso il Shenkar College of Engineering and Design di Ramat Gan, in Israele. "
Nel maggio 2002 Abramson ha pubblicato, nella rivista Studio, un articolo dal titolo "We Are All Felix Nussbaum ", in cui ha attirato làattenzione sulla problematica relazione tra arte e storia nell'era post-olocausto.
Nel 2005 Abramson ha allestito una mostra di opere con il nome "The Pile", che consisteva di disegni a carboncino di pile di detriti da costruzione, in collegamento alla questione della rappresentazione delle rovine nell'arte e alla figura del pittore ebreo-tedesco Felix Nussbaum. Questa serie è stata esposta al Museo Felix-Nussbaum-Haus di Osnabrück (Germania) e al Chaim Atar Museum of Art nel Kibbutz Ein Harod nella Valle di Jezreel.
Nel 2007 Abramson ha tenuto una mostra di dipinti recenti alla Gordon Gallery di Tel Aviv e nel 2010 il Museo d'arte di Tel Aviv è stato il sito di una estesa mostra retrospettiva del suo lavoro.

## Premi e riconoscimenti
- 1979 Premio Beatrice S. Kolliner nella categoria ''Giovane Artista Israeliano'', Israel Museum, Jerusalem
- 1988 America Israel Cultural Foundation
- 1991 Premio Jacques Ohana, Museo d'arte di Tel Aviv
- 1993 Premio Sharet per la Cultura e l'Arte, Ministro dàIsraele per la Scienza, la Cultura e lo Sport
- 1998 Prenui Cultura, Ministro dell'Istruzione, Ministero della Cultura e dell'Istruzione di Israele[1]
- 2007 Premio Mendel e Eva Pundik per l'arte israeliana, Museo d'arte di Tel Aviv

## Galleria d'immagini

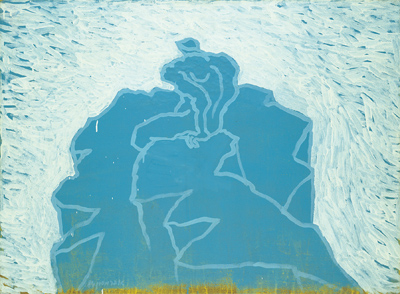
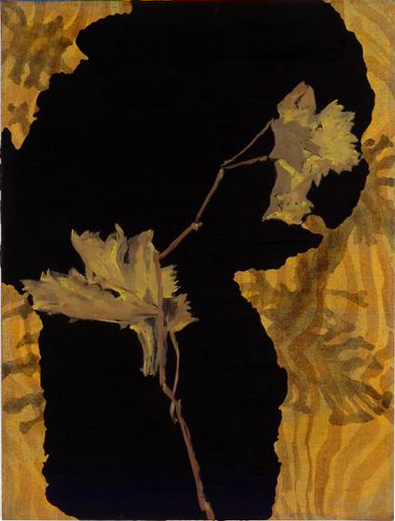
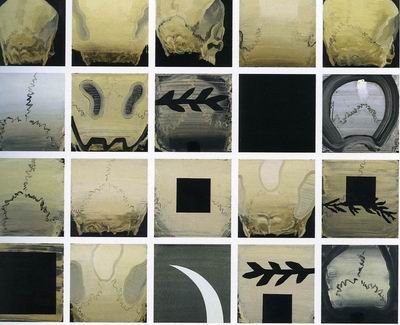
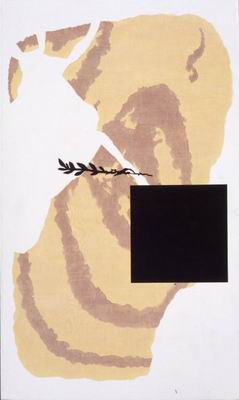
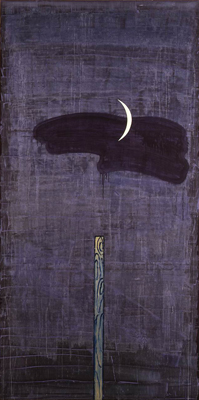
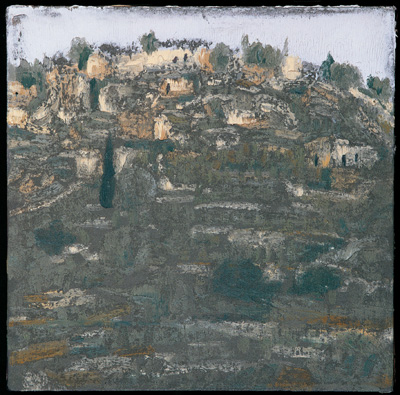
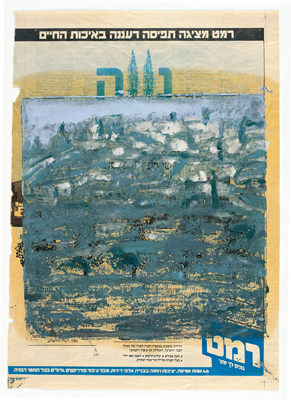
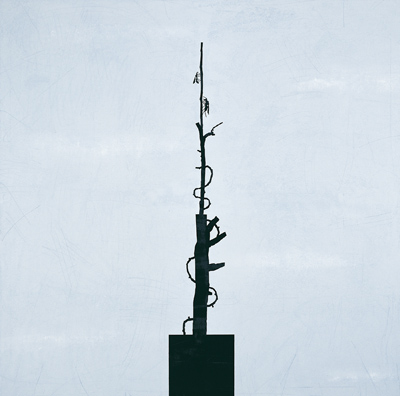
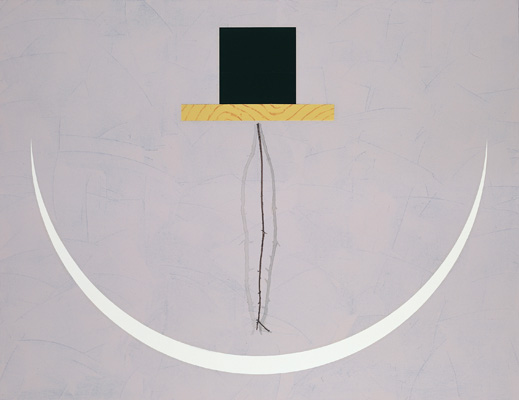